# Johannes-der-Täufer-Kirche (Mellinghausen)

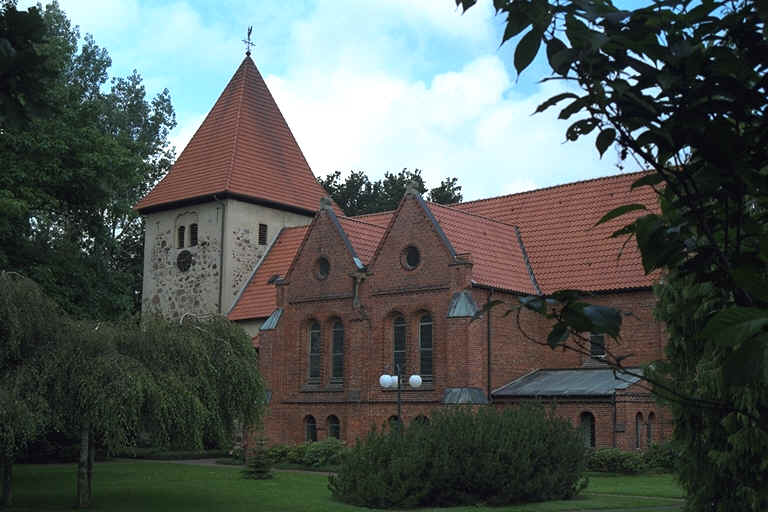
Johannes-der-Täufer-Kirche zu Mellinghausen

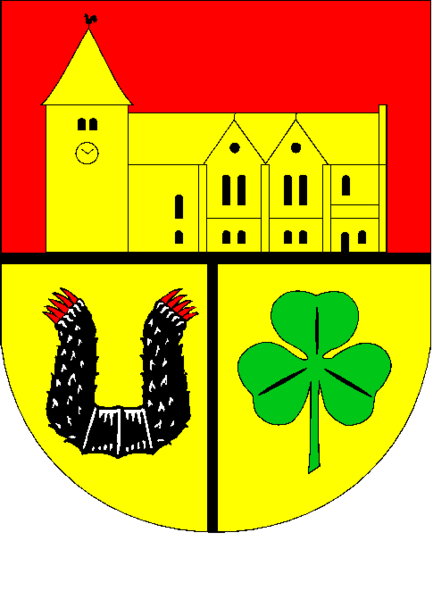
Wappen der Gemeinde Mellinghausen. Es zeigt in der oberen Hälfte die Kirche zu Mellinghausen als Zeichnung in goldener Farbe auf rotem Grund

Die Johannes-der-Täufer-Kirche Mellinghausen ist eine evangelische Kirche in der niedersächsischen Gemeinde Mellinghausen in der Samtgemeinde Siedenburg im Landkreis Diepholz. 

## Beschreibung
Aus der Zeit Ende des 13. Jahrhunderts stammt das kurze, vollständig erhaltene Schiff, das aus Feldsteinen errichtet wurde. Der gedrungene Westturm stammt aus der gleichen Zeit.
Im Jahr 1893 wurde die Kirche nach Osten hin im neoromanischen Stil erweitert. Der Backsteinanbau erfolgte nach Plänen von Conrad Wilhelm Hase. Dazu gehört der Chor mit ansteigender Fenstergruppe und das Querhaus mit zwei Giebeln.
Das Triumphkreuz wird auf Mitte des 15. Jahrhunderts datiert, während der Altaraufsatz mit gewundenen Säulen, Akanthusranken und Gemälden aus der Mitte des 18. Jahrhunderts stammt. Der Turm besitzt zwei historische Glocken, welche 1556 und 1609 gegossen wurden.